# Cyanastrum
Genre
Classification phylogénétique
Cyanastrum est un genre de plantes monocotylédones comportant 6 espèces de la famille des Cyanastraceae, ou des Tecophilaeaceae selon la classification phylogénétique. Ce sont des plantes vertes herbacées, pérennes, bulbeuses, principalement d'Afrique tropicale.

## Liste d'espèces
Selon World Checklist of Selected Plant Families (WCSP) (17 juil. 2010) :
- Cyanastrum cordifolium Oliv. (1891)
- Cyanastrum goetzeanum Engl. (1900)
- Cyanastrum johnstonii Baker (1898)

Selon NCBI (17 juil. 2010) :
- Cyanastrum cordifolium